# August Weimer
August Weimer (* 27. Juni 1908 in Bingen; † 20. Januar 1980 in Wiesbaden) war ein deutscher Gewerkschafter und Politiker (CDU).

## Leben und Beruf
Nach dem Besuch der Volksschule in Köln absolvierte Weimer ab 1922 eine Malerlehre, die er 1925 mit der Gehilfenprüfung abschloss. Er arbeitete von 1925 bis 1930 als Malergehilfe in Köln und war von 1930 bis 1933 als Sekretär bei den Christlichen Gewerkschaften in Köln und Breslau tätig. Nach der Machtübernahme der Nationalsozialisten musste er seine gewerkschaftliche Tätigkeit aufgeben. Anschließend arbeitete er als Malergehilfe in Breslau, wo er 1936 die Meisterprüfung bestand. Von 1936 bis 1939 sowie erneut von 1941 bis 1945 war er als selbständiger Malermeister in Breslau tätig. Er wurde 1939 zur Wehrmacht einberufen und nahm als Soldat am Zweiten Weltkrieg teil, ehe er 1941 als dienstuntauglich entlassen wurde. 1945 wurde er erneut zum Militärdienst einberufen. Zuletzt geriet er in sowjetische Gefangenschaft, aus der er 1948 entlassen wurde.
Weimer arbeitete seit 1949 als Rechtsstellensekretär beim DGB in Wiesbaden, war seit 1952 als Geschäftsführer der IG Bau-Steine-Erden tätig und wurde 1960 in den Hauptvorstand der Gewerkschaft gewählt. Daneben war er Vorstandsmitglied der Landesversicherungsanstalt Hessen, Vorstandsmitglied der AOK Wiesbaden und seit 1960 Verwaltungsratsmitglied der Bundesanstalt für Arbeitsvermittlung und Arbeitslosenversicherung. Außerdem war er als Landesarbeitsrichter in Frankfurt am Main und als Bundesarbeitsrichter in Kassel tätig. Darüber hinaus wirkte er als Dozent an der Christlichen Sozialschule in Wiesbaden.

## Partei
Weimer schloss sich 1925 dem Windthorstbund an und war seit 1928 Mitglied der Zentrumspartei. 1948 trat er in die CDU ein. 1948/49 fungierte er als Kreisgeschäftsführer der Christdemokraten im Oberlahnkreis und in Usingen.

## Abgeordneter
Weimer war seit 1956 Ratsmitglied der Stadt Wiesbaden. Dem Deutschen Bundestag gehörte er von 1957 bis 1961 sowie erneut von 1965 bis 1969 an. Er war in beiden Wahlperioden über die Landesliste Hessen ins Parlament eingezogen.